# Руйвайнш (Віла-Нова-де-Фамілікан)
Руйвайнш (порт. Ruivães; МФА: [ʁuj.ˈvɐ̃jʃ]) — парафія в Португалії, у муніципалітеті Віла-Нова-де-Фамалікан. Розташована в північно-західній частині країни, на теренах історичної португальської провінції Дору-Міню. Входить до складу округу Брага. За адміністративним поділом, чинним до 1976 року, терени парафії були складовою провінції Міню. Належить до Бразької архідіоцезії Католицької церкви. Патрон — Ісус Христос. Площа — 3,0975 км². Населення — 1877 ос. (2011). Середньо урбанізований регіон. Густота населення — 605,97 осіб/км²
. Код — 031236.

## Населення
| Кількість мешканців | Кількість мешканців | Кількість мешканців | Кількість мешканців | Кількість мешканців | Кількість мешканців | Кількість мешканців | Кількість мешканців | Кількість мешканців | Кількість мешканців | Кількість мешканців | Кількість мешканців | Кількість мешканців | Кількість мешканців | Кількість мешканців |
| ------------------- | ------------------- | ------------------- | ------------------- | ------------------- | ------------------- | ------------------- | ------------------- | ------------------- | ------------------- | ------------------- | ------------------- | ------------------- | ------------------- | ------------------- |
| 1864                | 1878                | 1890                | 1900                | 1911                | 1920                | 1930                | 1940                | 1950                | 1960                | 1970                | 1981                | 1991                | 2001                | 2011                |
| 693                 | 913                 | 719                 | 707                 | 789                 | 741                 | 867                 | 1 307               | 1 447               | 1 737               | 1 689               | 2 162               | 2 413               | 2 117               | 1 877               |